# Catedral del Santo Nombre (Bombay)
La Catedral del Santo Nombre es una catedral católica de la India situada en la ciudad de Bombay y la sede de la Arquidiócesis de Bombay. La catedral está situada en el distrito Colaba, sur de Bombay. La residencia del arzobispo se encuentra junto a la catedral.
Esta iglesia, de estilo neogótico, fue construida para reemplazar a otra catedral más antigua que se ubicaba en el distrito Bhuleshwar de la ciudad, donde hay pocos cristianos residentes. Ese sitio fue vendido, y la iglesia parroquial del Santo Nombre, en Colaba, se ascendió a Pro-Catedral.
El solar donde está construida esta iglesia se encuentra muy cerca del solar de la antigua Iglesia de Nuestra Señora de la Esperanza, o Nuestra Señora de la Esperanza (en portugués Igreja de Nossa Senhora da Esperança), que fue confiscada por un inglés desde el patronato y entregada a la propaganda del vicario apostólico Hartmann Atanasio. Nossa Senhora da Esperança fue demolida por los propagandistas, poco después, y en su lugar se ubica el actual Edificio Esperança , también llamado Edificio del Congreso Eucarístico, situado tras la Catedral del Santo Nombre, que fue construido para albergar a los delegados del XXXVIII Congreso Eucarístico Internacional en la década de 1960.
Es conocida por sus frescos, su órgano de tubos, un bordado de oro de gran valor regalado por el papa Juan XXIII, y otro por el papa Pío XII que contiene un sombrero rojo dado al cardenal Valerian Gracias, y una campana regalada por el papa Pablo VI durante el XXXVIII Congreso Eucarístico Internacional celebrado en Bombay en 1964.
Es una de las dos catedrales más conocidas de la ciudad, la otra es la iglesia anglicana más antigua de la ciudad, la Catedral de Santo Tomás Apóstol. Otras catedrales de la ciudad son las de la iglesia ortodoxa siria y la de la iglesia católica siro-malankara.
Además, hubo al menos otros dos edificios que, aunque no estrictamente fueron catedrales, eran llamados popularmente como Pro-catedrales del obispo Padroado de Damán; que residía normalmente en una propiedad del gobierno portugués, la Capilla del Santísimo Sacramento, situada en el Medio Colaba; la Iglesia de San Francisco Javier, en el distrito Dabul y la Iglesia de Nuestra Señora de la Gloria (en portugués Igreja de Nossa Senhora da Gloria) o Iglesia de la Gloria, en el distrito de Byculla.
- Datos: Q855497
- Multimedia: Cathedral of the Holy Name, Mumbai / Q855497